# Cumella pygmaea
Cumella pygmaea är en kräftdjursart som beskrevs av Georg Ossian Sars 1865. Cumella pygmaea ingår i släktet Cumella och familjen Nannastacidae. Arten är reproducerande i Sverige. Inga underarter finns listade i Catalogue of Life.

## Bildgalleri

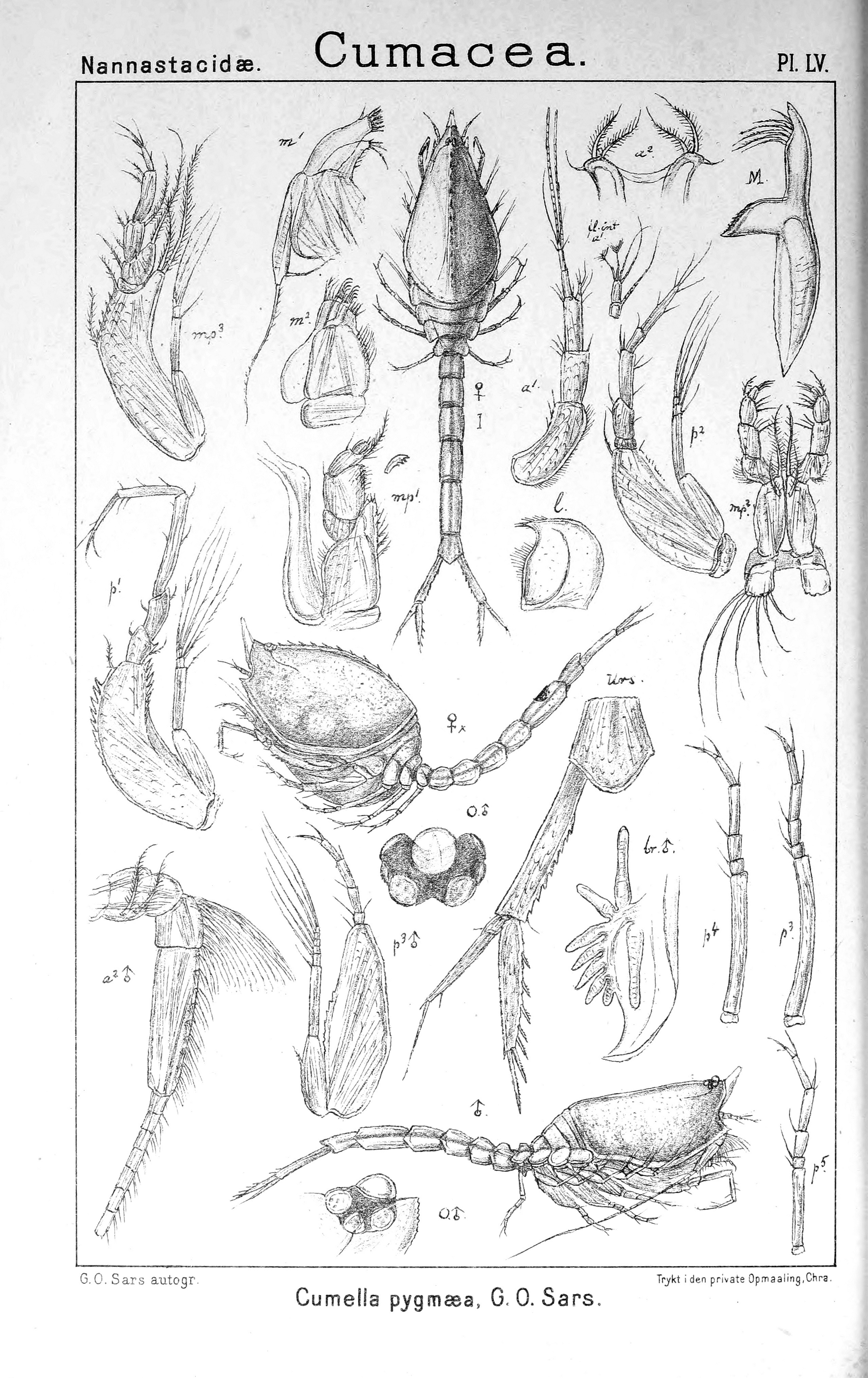